# Серсей, Рене де
Граф Ипполит Мари Рене де Серсей (фр. Hippolyte Marie René, comte de Sercey; 30 января 1855, Париж — 1 мая 1912, Париж) — французский дипломат. Сын дипломата Эдуара де Серсея, внук адмирала Пьера Сезара Шарля де Серсея, пэра Франции.
Поступил на дипломатическую службу в 1875 году. С 1879 года исполнял дипломатические поручения в Тегеране, Берне, Риме, Афинах. С 1882 г. работал во французском представительстве при Папском престоле. С 1887 г. секретарь посольства Франции в Черногории, при после графе Амело де Шайю; оба, как отмечается, пользовались особым доверием князя Николая. В 1893—1898 гг. первый секретарь посольства Франции в Китае; в 1897 г. совместно с секретарём итальянского посольства Гвидо Витале опубликовал в Пекине «Грамматику и словарь монгольского языка» (фр. Grammaire & vocabulaire de la langue mongole (dialecte des Khalkhas)). В 1898—1904 гг. генеральный консул в Бейруте. В 1904—1911 гг. посол Франции в Черногории. С 1911 г. посол Франции в Люксембурге.
Кавалер (1893) и офицер (1909) Ордена Почётного легиона.